# Donacia aequidorsis
Donacia aequidorsis — вид листоїдів з підродини Donaciinae. Поширений в Росії (північних берегах і в Каспійському морі)